# Led Zeppelin North American Tour 1977
Led Zeppelin North American Tour 1977 var en konsertturné med det brittiska hårdrocksbandet Led Zeppelin i USA 1 april - 24 juli 1977. Turnén som skulle pågått till 13 augusti fick avbrytas när sju spelningar återstod, på grund av att Robert Plants fem år gamla son, Karac, avled.

## Låtlista
En ganska typisk låtlista med viss variation är följande:
1. "The Song Remains the Same" (Page, Plant)  5.5 min
2. "The Rover" (intro)/"Sick Again" (Page, Plant)   7.5 min
3. "Nobody's Fault But Mine (Page, Plant)   6.5 min
4. "In My Time of Dying" (Page, Plant, Jones, )  9.5 min
5. "Since I've Been Loving You" (Page, Plant, Jones)  8 min
6. "No Quarter" (Page, Plant, Jones)  17-28 min
7. "Ten Years Gone" (Page, Plant)  8.5 min
8. "The Battle of Evermore" (Page, Plant)  5.5 min
9. "Going to California" (Page, Plant)  4.5 min
10. "Black Country Woman" (Page, Plant) / "Bron-Y-Aur Stomp" (Page, Plant, Jones)   7.5
11. "White Summer"/"Black Mountain Side" (Page)  4.5-8.5 min
12. "Kashmir" (Bonham, Page, Plant) 9.5 min
13. "Moby Dick" (Page, Jones, Bonham)  16-40 min
14. "Guitar Solo US Anthem-Theremin-Bow- Achilles Last Stand" (Page, Plant)  12-17 min
15. "Stairway to Heaven" (Page, Plant)  12 min

Extranummer
- "Whole lotta love"(Page,Plant,Bonham,Jones)  1.5 min
- "Rock and Roll" (Page, Plant, Jones, Bonham) 3.5 min

Alterniva låtar
1. "Over the hills and far away 6.5 min ersätter In my time of dying
2. "Dancing Days 3.5 min i akustisk del. Extrainsatt
3. "Heartbreaker 9.5 min efter Kasmir ersätter #"Trampled Underfot"
4. "Trampled Underfoot" 7.5 min i encore efter Rock and Roll eller efter Kashmir
5. "Communication Breakdown" 5.5 min ersätter Whole lotta love
6. "Black Dog 6.5 min ersätter Rock and Roll
7. "It'll be me (Jerry Lee Lewis) 4.5 min följer på Rock and Roll

## Turnédatum
- 01/04/1977  Memorial Auditorium - Dallas
- 03/04/1977  The Myriad - Oklahoma City
- 06/04/1977  Chicago Stadium, Chicago
- 07/04/1977  Chicago Stadium, Chicago
- 09/04/1977  Chicago Stadium, Chicago
- 10/04/1977  Chicago Stadium, Chicago
- 12/04/1977  Metropolitan Center - Bloomington (Minnesota)
- 13/04/1977  Metropolitan Center - Bloomington
- 15/04/1977  St Louis Blues Arena - Saint Louis
- 17/04/1977  Market Square Arena - Indianapolis
- 19/04/1977  Riverfront Coliseum - Cincinnati
- 20/04/1977  Riverfront Coliseum - Cincinnati
- 23/04/1977  The Omni - Atlanta
- 25/04/1977  Freedom Hall - Louisville
- 27/04/1977  Richfield Coliseum - Cleveland
- 28/04/1977  Richfield Coliseum - Cleveland
- 30/04/1977  Pontiac Silverdome - Pontiac
- 18/05/1977  Jefferson Memorial Coliseum - Birmingham
- 19/05/1977  L.S.U. Assembly Center - Baton Rouge
- 21/05/1977  The Summit - Houston
- 22/05/1977  Tarrant Country Convention Center - Fort Worth
- 25/05/1977  Capital Centre - Landover (Maryland)
- 26/05/1977  Capital Centre - Landover
- 28/05/1977  Capital Centre - Landover
- 30/05/1977  Capital Centre - Landover
- 31/05/1977  Coliseum - Greensboro (North Carolina)
- 03/06/1977  Tampa Stadium - Tampa
- 07/06/1977  Madison Square Garden - New York
- 08/06/1977  Madison Square Garden - New York
- 10/06/1977  Madison Square Garden - New York
- 11/06/1977  Madison Square Garden - New York
- 13/06/1977  Madison Square Garden - New York
- 14/06/1977  Madison Square Garden - New York
- 19/06/1977  San Diego Sports Arena - San Diego
- 21/06/1977  The Forum - Inglewood (Kalifornien)
- 22/06/1977  The Forum - Inglewood
- 23/06/1977  The Forum - Inglewood
- 25/06/1977  The Forum - Inglewood
- 26/06/1977  The Forum - Inglewood
- 27/06/1977  The Forum - Inglewood
- 17/07/1977  Kingdome - Seattle
- 20/07/1977  Arizona State University Activities Center - Tempe
- 23/07/1977  Oakland-Alameda County Coliseum - Oakland
- 24/07/1977  Oakland-Alameda County Coliseum - Oakland
- 30/07/1977  Superdome - New Orleans (inställd)
- 02/08/1977  Chicago Stadium - Chicago (inställd)
- 02/08/1977  Chicago Stadium - Chicago (inställd)
- 06/08/1977  Rich Stadium - Buffalo (inställd)
- 09/08/1977  Civic Arena - Pittsburgh (inställd)
- 10/08/1977  Civic Arena - Pittsburgh (inställd)
- 13/08/1977  JFK Stadium - Philadelphia (inställd)